# Anton Burłaczuk
Anton Ignatjewicz Burłaczuk (ros. Антон Игнатьевич Бурлачук, ur. 1925 we wsi Morozowka w rejonie pohrebyszczeńskim w obwodzie winnickim, zm. 17 lutego 1945 w Golicach k. Cedyni) – radziecki żołnierz, czerwonoarmista, nagrodzony pośmiertnie tytułem Bohatera Związku Radzieckiego (1945).

## Życiorys
Urodził się w ukraińskiej rodzinie chłopskiej. Do 1940 skończył 7 klas szkoły, później pracował w kołchozie, w 1941 znalazł się na terytorium okupowanym przez Niemców. Po ponownym zajęciu tego terytorium przez ZSRR, 4 kwietnia 1944 został powołany do Armii Czerwonej. Od 18 lipca 1944 uczestniczył w wojnie z Niemcami, walczył na 3 i 1 Froncie Nadbałtyckim oraz 1 Białoruskim w składzie 82 Dywizji Piechoty. Jesienią 1944 brał udział w operacji rżewskiej, następnie w walkach na terytorium Estonii i Łotwy, m.in. zdobywaniu Rygi, a później w walkach w północno-zachodniej części Litwy. Od 14 stycznia 1945 brał udział w operacji wiślańsko-odrzańskiej jako szeregowiec 601 pułku piechoty 82 Dywizji Piechoty 47 Armii, będąc celowniczym stacjonarnego karabinu maszynowego. Walczył na przyczółku magnuszewskim, nad Pilicą i w okolicach Warki, później uczestniczył w walkach o Kutno, a pod koniec stycznia w walkach w okolicach Czarnkowa. 15 lutego 1945 w walkach nad Odrą został ranny, mimo to walczył dalej, niszcząc wiele stanowisk ogniowych wroga. 17 lutego brał udział w odpieraniu 10 niemieckich kontrataków, po czym zginął. Został pochowany w Golicach.

## Odznaczenia
- Złota Gwiazda Bohatera Związku Radzieckiego (pośmiertnie, 31 maja 1945)
- Order Lenina (pośmiertnie, 31 maja 1945)
- Order Sławy III klasy (17 listopada 1944)
- Medal za Odwagę (27 października 1944)